# Стефани, Эрика
Эрика Стефани (итал. Erika Stefani; род. 18 июля 1971, Вальданьо) — итальянский политик, министр без портфеля по делам регионов и автономий (2018—2019). Министр без портфеля по делам лиц с ограниченными возможностями (2021—2022).

## Биография
Родилась 18 июля 1971 года в Вальданьо, провинция Виченца. Работала адвокатом, политическую карьеру начала в 1999 году как депутат коммунального совета Триссино. В 2009 году переизбрана в совет при поддержке Лиги Севера и назначена вице-мэром Триссино, отвечала за городское планирование и частное жилищное строительство.
В 2013 году избрана в Сенат, с 15 июля 2014 года — заместитель председателя фракции Лиги Севера. Входила в правление по вопросам выборов и парламентского иммунитета, член 2-й постоянной комиссии (юстиция), член Парламентской комиссии по расследованию убийств женщин и всех форм половых преступлений, Парламентского комитета по процедуре обвинения, Парламентской комиссии по делам детства и отрочества, Парламентской комиссии по расследованию похищения и убийства Альдо Моро. В 2018 году избрана в Сенат в одномандатном округе в провинции Виченца.
1 июня 2018 года вступила в должность министра без портфеля по делам регионов и автономий в правительстве Конте.
4 сентября 2019 года Джузеппе Конте сформировал своё второе правительство (новым министром по делам регионов и автономий стал Франческо Бочча, Эрика Стефани не получила никакого назначения), и
5 сентября новый кабинет принёс присягу.
13 февраля 2021 года принесло присягу правительство Драги, в котором Эрика Стефани была назначена министром без портфеля по делам лиц с ограниченными возможностями.
25 сентября 2022 года состоялись досрочные выборы, по итогам которых Эрика Стефани переизбрана в Сенат Италии по списку Лиги от первого многомандатного округа области Венция (Виченца).
19 октября 2022 года избрана одним из восьми секретарей Сената, получив 88 голосов.
22 октября 2022 года было сформировано правительство Мелони, в котором Стефани не получила никакого назначения.